# Pinellia ternata

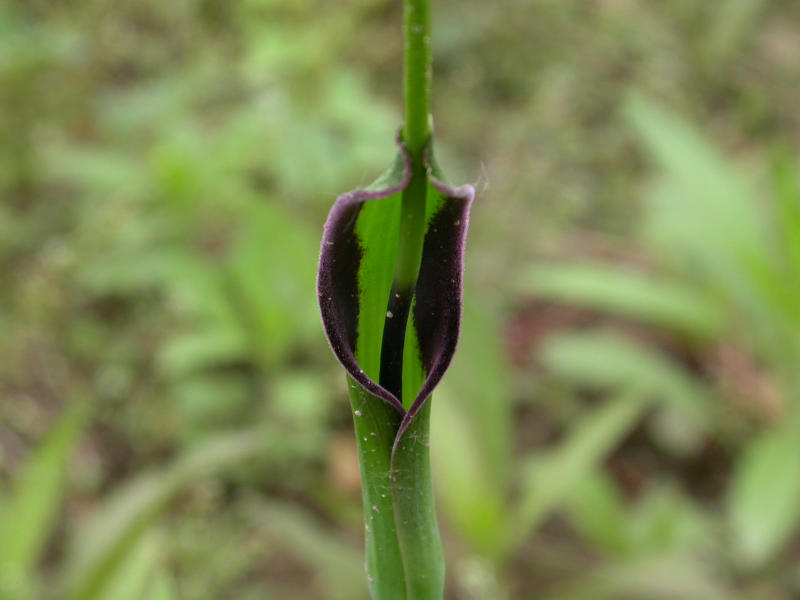
Inflorescência de Pinellia ternata (espádice).

Pinellia ternata (, em japonês:  カラスビシャク) é uma espécies de plantas com flor nativa da China, Japão e Coreia, mas que se encontra naturalizada em partes da Europa (Áustria, Alemanha) e América do Norte (Califórnia, Ontário, nordeste dos Estados Unidos) onde por vezes é considerada espécie invasora. As folhas são trifoliadas, enquanto as inflorescências apresentam a típica estrutura de espata e espádice típica dos membros da família Araceae.

## Descrição
A planta propaga-se por rizomas e por pequenos bolbilhos que se formam na base de cada folha. As flores ocorrem na primavera.